# Adèle Rémy
Pour les articles homonymes, voir Rémy (homonymie).
Adèle Marie Joséphine Rémy, née le 30 septembre 1859 à Lorient, et décédée le 2 août 1927 dans le 17e arrondissement de Paris, est une cantatrice française, contralto, membre de la troupe de l'Opéra-Comique. 

## Biographie
Elle est la fille de Jean Marie Rémy, instituteur à la naissance d'Adèle puis professeur de lycée à Lorient, et de Adèle Marie Hyacinthe Coëtmeur, sans profession. Son père, né vers 1822, meurt le 12 novembre 1886 dans cette même ville.

Elle obtient de nombreux prix au Conservatoire de musique et de déclamation. Au concours de chant entre les élèves du Conservatoire de Paris de juillet 1881, elle obtient le deuxième prix ex æquo avec Maria Lureau et Mansour. Le publiciste Auguste Vitu déplore que Mlle Adèle Rémy, n’eût pas obtenu, la récompense suprême en 1882 : 
« À la tête des concurrentes se plaçaient naturellement les deux seconds prix de l’année dernière, Mademoiselle Rémy et Mademoiselle Lureau. Après les avoir entendues aujourd’hui, nul doute n’était possible ; le premier prix devait les couronner ex æquo. La voix égale, fine et veloutée de mademoiselle Rémy avait trahi avec charme l’air délicieux du Pré aux Clercs « Jours de mon enfance » ... le jury devait cette récompense à l’incontestable virtuosité de Mademoiselle Lureau, ... Mais pourquoi ce même jury, où siégeaient à bon droit madame Carvalho et madame Pauline Viardot, saluées à leur entrée par les acclamations du public, a-t-il pu méconnaître les qualités artistiques et le style achevé de mademoiselle Rémy ? De l’aveu des connaisseurs, cette jeune femme avait dit l’air du Pré aux Clercs comme on ne l’a pas entendu depuis bien longtemps. On ne s’explique pas l’indifférence, tranchons le mot, l’injustice du jury envers la meilleure élève de M. Bax »
— Auguste Vitu.

## Répertoire
Elle commence sa carrière en 1882. 

### Opéra-Comique (1884-1886)
Adèle Rémy fait une belle carrière à l’Opéra-Comique à partir de 1884. 
Le 19 janvier 1884, elle crée le rôle de « Rosette », à l'Opéra-Comique, dans Manon de Jules Massenet.
Le 23 juin 1884, elle interprète « La Marquise » dans Le Baiser d'Adolphe Deslandres,.
Elle chante dans Richard Cœur-de-Lion.

### Théâtre royal d’Anvers (1886-1888)
En 1886, elle est la première chanteuse légère du théâtre d'Anvers,. 
En janvier 1886, elle obtient un vif succès, dans L'Africaine de Giacomo Meyerbeer :
« Méthode délicieuse, voix agréable, fortement timbrée, se jouant avec une facilité étonnante des difficultés de l'air d'entrée et dominant aisément le puissant ensemble au septuor du second acte »
— extrait de L'Europe artiste.
Le 22 mars 1887, elle y chante l'opéra Carmen.

### Fin de carrière
Le 10 janvier 1893, elle chante des œuvres de René Lenormand à l'institut Rudy de Paris et à Vire en juin de la même année.
En février 1894, elle interprète le rôle d'une femme du harem dans La Rose de Sharon de Henri Woollett au Havre et en juillet 1894 au « Chalet des îles » du bois de Boulogne.
En 1895, elle chante dans Genoveva de Robert Schumann au concert d'Harcourt.
Le 3 février 1901, elle joue le rôle de Tilly pour la première audition par Albert Carré
de La Lépreuse de Sylvio Lazzari
Elle enseigne le chant par la suite et est nommée officier de l'Instruction publique en 1909